# Kim Eun-sook (roteirista)
Kim Eun-sook (hangul: 김은숙; hanja: 金銀淑; rr: Gim Eun-suk; MR: Kim Ǔnsuk) é uma roteirista sul-coreana. Após receber notoriedade em 2004 ao escrever o drama televisivo Lovers in Paris, Kim destacou-se por outros trabalhos populares como On Air (2008), Secret Garden (2010), A Gentleman's Dignity (2012), The Heirs (2013), Descendants of the Sun (2016), Guardian: The Lonely and Great God (2016–2017), Mr. Sunshine (2018) e The King: Eternal Monarch (2020).

## Carreira

### 2003–2007: Trilogia "Lovers" e estreia no cinema
Em 2003, Kim realizou sua estréia na televisão como co-roteirista de South of the Sun, exibido de agosto a outubro do mesmo ano. No ano seguinte, escreveu Lovers in Paris, que obteve um grande êxito no verão de 2004, com uma audiência média de 41,3% e pico de 57,6%, durante sua transmissão. Isso levou Kim a receber grande destaque. O elenco e a equipe de produção do drama, viajaram para a França a fim de filmar diversas cenas nas cidades de Paris e Nice, ocasionando uma tendência entre os dramas coreanos de possuírem sessões de locações no exterior. Seu enredo criado como uma história parecida com a da personagem Cinderela, onde uma garota comum torna-se a governanta de um empresário frio, fez com que os atores principais, Park Shin-yang e Kim Jung-eun recebessem e dividissem o Grande Prêmio - Daesang no SBS Drama Awards do mesmo ano. Além disso, dentre seus diversos prêmios recebidos, Lovers in Paris rendeu o prêmio de Melhor Roteiro de TV para Kim e Kang Eun-jung.
Em 2005, ela escolheu outro cenário europeu para seu próximo drama, Lovers in Prague. Em uma inversão de gênero, Jeon Do-yeon interpretou uma diplomata em Praga, República Tcheca, que se apaixona por um detetive da polícia, interpretado por Kim Joo-hyuk. Kim disse que gostaria de apresentar um romance em que o status social da mulher fosse maior de que seu parceiro, tornando a diferença social entre os dois personagens tão extremos quanto possível, com a heroína sendo a filha do presidente da Coreia do Sul. Kim explicou a escolha dizendo: "Embora alguns possam dizer que é outra história irreal, um drama é um drama. Eu só quero fazer as pessoas apreciarem a fantasia". Lovers in Prague rendeu a Jeon um prêmio Daesang no SBS Drama Awards de 2005 e o prêmio de Melhor Ator de TV a Kim Joo-hyuk no Baeksang Arts Awards de 2006. Mais tarde, Kim escreveu o filme de melodrama Fly High (2006), em sua primeira incursão no cinema. Dirigido por Kwak Ji-Kyoon e estrelado por Ji Hyun-woo, que interpreta um estudante do ensino médio que se apaixona por uma garota com uma doença terminal, o filme foi uma decepção em termos de crítica e bilheteria, e Kim logo retornou a trabalhar para a televisão.
Ainda no mesmo ano, Kim concluiu sua trilogia "Lovers", com um drama homônimo baseado na peça de teatro intitulada Turn Around and Leave (que por sua vez, havia sido inspirada no filme A Promise de 1998). Kim escalou novamente a atriz Kim Jung-eun, desta vez como par de Lee Seo-jin, que interpretaram uma cirurgiã plástica e um gângster que envolvem-se em um romance improvável. Embora o drama não tenha obtido o mesmo êxito que seus predecessores, Lovers registrou uma audiência sólida entre jovens de até vinte anos.

### 2008–2012: Popularidade comSecret GardeneA Gentleman's Dignity
Entre os meses de março a maio de 2008, o drama On Air (2008) de Kim foi exibido, com um enredo onde quatro figuras da indústria do entretenimento - um novato diretor de TV (Park Yong-ha), um roteirista consagrado (Song Yun-ah, como um alter-ego de Kim), uma atriz (Kim Ha-neul) e seu gerente (Lee Beom-soo), tem suas vidas pessoais e profissionais entrelaçadas durante a filmagem de um drama televisivo fictício. Sob um olhar interno de dentro dos bastidores da televisão, On Air foi um sucesso em audiência, e o diretor Shin Woo-chul, em sua quarta colaboração com Kim, venceu o prêmio de Melhor Diretor de TV no Baeksang Arts Awards do ano seguinte. Em 2009, escreveu City Hall, onde o ator Cha Seung-won interpretou um vice-prefeito de elite com aspirações presidenciais, que inesperadamente se apaixona por uma funcionária do governo que se transforma na prefeita da cidade (Kim Sun-a). Embora Kim tenha deixado espaço no roteiro para que Cha e Kim pudessem improvisar, ela considerou o drama o seu trabalho mais engraçado. E comentou ainda que utilizou-se do tema de política como pano de fundo para o romance, para mostrar seu idealismo em relação aos funcionários públicos.
Uma história de amor entre um rico, arrogante e excêntrico presidente de uma loja de departamentos (Hyun Bin) e uma corajosa mas doce dublê (Ha Ji-won), cujos corpos são trocados entre si sempre que chove, tornou Secret Garden (2010-2011) um dos os maiores sucessos da carreira de Kim. Após escrever seis enredos, Kim disse que refletiu "sobre escrever um drama que beneficiasse o mundo ou um [drama] que alcançasse bons índices de audiência" e dessa forma, decidiu "abandonar a profundidade" mostrada em City Hall, (que registrou uma audiência sólida, embora inexpressiva para o público de idade acima dos adolescentes). 
Em vez disso, ela fez "um drama fácil e leve para toda a família aproveitar nos finais de semana" e intencionalmente escreveu "para ser divertido". Secret Garden obteve grande popularidade e venceu diversos prêmios que incluem o de Melhor Drama de TV, Melhor Roteiro de TV para Kim, Melhor Atriz Revelação para Yoo In-na e um Daesang para Hyun em 2011 no Baeksang Arts Awards. Kim também foi premiada como Melhor Escritora no Seoul International Drama Awards, Korea Drama Awards e Korea Content Awards.
Após o êxito de Secret Garden, Kim e o diretor Shin, adquiriram uma reputação de produzir dramas de sucesso, e seus projetos atraíam atores de alto nível, como Jang Dong-gun, que juntou-se a dupla para estrelar A Gentleman's Dignity (2012), após doze anos de trabalhos no cinema. Kim confessou seu intuito de trabalhar em um drama com Jang desde On Air (2008). Ela e a equipe estavam tão determinados a escalá-lo como protagonista, que atrasaram a data de gravações de A Gentleman's Dignity em dois meses a fim de coincidir com sua agenda. Kim escreveu seu enredo contendo cenas consideradas atrevidas e sensuais, de acordo com o que foi chamado de uma versão da série estadunidense Sex and the City, feita com homens em seus quarenta anos de idade, interpretados por Jang, Kim Min-jong, Kim Su-ro e Lee Jong-hyuk. A atriz Kim Ha-Neul protagonizou o interesse amoroso do personagem de Jang.

### 2013–2017:The Heirs,Descendants of the Sun, dramas pré-produzidos eGuardian: The Lonely and Great God
Entre outubro a dezembro de 2013, o drama adolescente The Heirs escrito por Kim, foi exibido contendo o ator Lee Min-ho como seu protagonista, em um personagem criado especificamente para ele. A seu lado a atriz Park Shin-hye protagonizou o drama. O mesmo conteve um enredo centrado no estilo da obra estadunidense Gossip Girl e foi ambientado em uma escola contendo super-ricos. Kim declarou que a maior diferença deste drama, foi a de que ela escreveu sobre jovens de dezoito anos quando em seus trabalhos anteriores, seus personagens tinham entre trinta e quarenta anos e chamou The Heirs de um "romance adolescente para adultos". Ela admitiu ainda que o drama 
utilizava-se de clichês, mas que todos os seus trabalhos anteriores "usaram muitos clichês e foram abraçados pelo público". Para ela "a chave é fazer personagens que são diferentes, então o público esquece o cenário clichê. Nisso é o que sou boa e isso é o que eu acho divertido Eu quero que as pessoas pensem: eu já vi algo assim antes, mas ainda assim é estranhamente divertido".
Três anos depois, Kim anunciou que retornaria a televisão com um melodrama sobre um capitão das forças especiais e uma médica que se ligam gradualmente e se apaixonam entre si, ao salvar vidas em zonas de desastre. Intitulado de Descendants of the Sun e dirigido por Lee Eun-bok, o drama estrelou o ator Song Joong-ki em seu primeiro papel na televisão após receber dispensa de seu serviço militar obrigatório e a atriz Song Hye-kyo. O drama com temática militar recebeu grande popularidade em toda a Ásia. Seu êxito viu uma mudança na direção dos dramas coreanos pré-produzidos. Apesar disso, em uma entrevista, o co-autor do drama, Kim Won-seok, afirmou que havia algumas partes que poderiam ter sido melhoradas se as gravações tivessem sido feitas durante a transmissão na televisão, conforme o que ocorre na indústria local. Decendents of Sun recebeu inúmeros prêmios, dentre eles o de Melhor Roteirista para Kim e Kim Won-seok no KBS Drama Awards.
Em sua segunda colaboração com o diretor Lee Eun-bok e em seu primeiro drama escrito para a emissora de televisão a cabo tvN, Kim anunciou a estreia do drama de fantasia Guardian: The Lonely and Great God, exibido entre dezembro de 2016 a janeiro de 2017. O mesmo foi protagonizado por Gong Yoo, que interpretou um globin imortal, que necessita de uma noiva humana para encerrar sua imortalidade e a atriz Kim Go-eun, interpretou a jovem destinada a cumprir tal missão. O drama recebeu intensa popularidade, inclusive internacionalmente e tornou-se um fenômeno cultural na Coreia do Sul. Seu episódio final tornou Guardian: The Lonely and Great God, o segundo drama de maior audiência da história da televisão a cabo coreana. O mesmo rendeu inúmeros prêmios, incluindo o de Melhor Roteiro e o Daesang a Kim no Baeksang Arts Awards de 2017.

### 2018–presente:Mr. Sunshine, popularidade na televisão a cabo eThe King: Eternal Monarch
Um americano-coreano que retorna a seu país natal como soldado, é o enredo central de Mr. Sunshine, protagonizado por Lee Byung-hun e Kim Tae-ri, também exibido pela rede de televisão a cabo tvN. Assim como seu antecessor, Mr. Sunshine obteve uma das maiores audiências médias nacionais registradas para dramas a cabo, seu recorde de pico de audiência, foi quebrado apenas dois anos depois pelo título The World of the Married (2020).
Kim retornou a televisão em 2020 com The King: Eternal Monarch, exibido pela SBS e com transmissão internacional pela Netflix. Ela trabalhou novamente com Lee Min-ho, The Heirs, e Kim Go-eun, The Guardian: The Lonely and Great God, nos papéis principais, onde um rei do Reino da Coreia, atravessa o tempo e vai parar no mundo paralelo da República da Coreia. Após estrear com uma promissora audiência, o drama viu seus índices de audiência caírem gradativamente, registrando 5,2% durante o décimo primeiro episódio, o menor já registrado por um trabalho de Kim. The King: Eternal Monarch recebeu avaliações negativas em relação a seu roteiro, direção e edição, levando a uma popularidade doméstica abaixo do esperado na Coreia do Sul, apesar de ter sido considerado uma produção exitosa internacionalmente.

## Filmografia

### Televisão
| Título                             | Título coreano                                | Emissora | Exibição                                        | Episódios        |
| ---------------------------------- | --------------------------------------------- | -------- | ----------------------------------------------- | ---------------- |
| South of the Sun                   | 태양의 남쪽                                   | SBS      | 30 de agosto de 2003 – 19 de outubro de 2003    | 16               |
| Lovers in Paris                    | 파리의 연인                                   | SBS      | 12 de junho de 2004 – 15 de agosto de 2004      | 20               |
| Lovers in Prague                   | 프라하의 연인                                 | SBS      | 24 de setembro de 2005 – 20 de novembro de 2005 | 18               |
| Lovers                             | 연인                                          | SBS      | 8 de novembro de 2006 – 11 de janeiro de 2007   | 20               |
| On Air                             | 온에어                                        | SBS      | 5 de março de 2008 – 15 de maio de 2008         | 21               |
| The City Hall                      | 시티홀                                        | SBS      | 29 de abril de 2009 – 2 de julho de 2009        | 20               |
| Secret Garden                      | 시크릿 가든                                   | SBS      | 13 de novembro de 2010 – 16 de janeiro de 2011  | 20               |
| A Gentleman's Dignity              | 신사의 품격                                   | SBS      | 26 de maio de 2012 – 12 de agosto de 2012       | 20               |
| The Heirs                          | 왕관을 쓰려는 자, 그 무게를 견뎌라 – 상속자들 | SBS      | 9 de outubro de 2013 – 12 de dezembro de 2013   | 20               |
| Descendants of the Sun             | 태양의 후예                                   | KBS2     | 24 de fevereiro de 2016 – 14 de abril de 2016   | 16 + 3 especiais |
| Guardian: The Lonely and Great God | 쓸쓸하고 찬란하神 도깨비                      | tvN      | 2 de dezembro de 2016 – 21 de janeiro de 2017   | 16 + 3 especiais |
| Mr. Sunshine                       | 미스터 션샤인                                 | tvN      | 7 de julho de 2018 — 30 de setembro de 2018     | 24 + 1 especial  |
| The King: Eternal Monarch          | 더 킹: 영원의 군주                            | SBS      | 17 de abril de 2020 — 12 de junho de 2020       | 16               |

### Filmes
| Ano  | Título   | Notas                                |
| ---- | -------- | ------------------------------------ |
| 2006 | Fly High | Também conhecido como Loving is Okay |

## Prêmios
| Ano  | Prêmio                               | Categoria                                            | Trabalho indicado                  | Ref.   |
| ---- | ------------------------------------ | ---------------------------------------------------- | ---------------------------------- | ------ |
| 2005 | Baeksang Arts Awards                 | Melhor Roteiro de TV                                 | Lovers in Paris                    | [ 28 ] |
| 2005 | SBS Drama Awards                     | Prêmio Especial                                      | Lovers in Paris                    |        |
| 2009 | SBS 상반기 작품상: 및 특별상         | Prêmio Especial                                      | On Air                             |        |
| 2011 | Baeksang Arts Awards                 | Melhor Roteiro de TV                                 | Secret Garden                      | [ 29 ] |
| 2011 | SBS 상반기 작품상: 및 특별상         | Prêmio Especial                                      | Secret Garden                      |        |
| 2011 | Seoul International Drama Awards     | Melhor Roteirista Coreano                            | Secret Garden                      | [ 30 ] |
| 2011 | Korea Drama Awards                   | Melhor Escritor(a)                                   | Secret Garden                      |        |
| 2011 | Korea Content Awards                 | Prêmio do Primeiro Ministro no Campo de Radiodifusão | Secret Garden                      |        |
| 2012 | SBS Drama Awards                     | Prêmio de Realização                                 | A Gentleman's Dignity              | [ 31 ] |
| 2014 | Asia Rainbow TV Awards               | Roteirista de Excelência                             | The Heirs                          |        |
| 2016 | KBS Drama Awards                     | Melhor Escritor(a)                                   | Descendants of the Sun             | [ 18 ] |
| 2017 | Baeksang Arts Awards                 | Grande Prêmio (Televisão)                            | Guardian: The Lonely and Great God | [ 21 ] |
| 2017 | Korean Popular Culture & Arts Awards | Prêmio do Primeiro Ministro                          | Ela mesma                          | [ 32 ] |

## Colaboradores frequentes
- Shin Woo-chul, diretor
- Yoon Se-ah, atriz
- Lee Eung-bok, diretor